# Boss Bitch (singolo)
Boss Bitch è un singolo della rapper statunitense Doja Cat, pubblicato il 23 gennaio 2020 come terzo estratto dalla colonna sonora del film Birds of Prey e la fantasmagorica rinascita di Harley Quinn.

## Descrizione
La canzone, che è stata scritta dalla stessa interprete con Ashton Casey, Sky Adams e Imad Royal e prodotta da questi ultimi due, è composta in chiave Si bemolle minore ed ha un tempo di 126 battiti per minuto. Contiene un sample di Close (To the Edit), brano degli Art of Noise del 1984.

## Accoglienza
Patrick Johnson di Hypebeast ha notato somiglianze tra l'attitudine di Doja nel video musicale e quella della protagonista del film Harley Quinn. James Dinh, per iHeartRadio, ha paragonato il carisma di Doja alla Nicki Minaj dei suoi primi anni, mentre Brendan Wetmore per Paper l'ha paragonata ai lavori di Azealia Banks.

## Video musicale
Il video musicale è stato pubblicato in concomitanza con l'uscita del singolo. In esso, la rapper balla sulle note di Boss Bitch in una discoteca e mostra anche scene esclusive del film. Le scene con Doja Cat sono state girate da Jack Bergert.

## Formazione
- Doja Cat – voce
- Sky Adams – produzione
- Imad Royal – produzione
- Manny Marroquin – missaggio
- Michelle Mancini – mastering

## Successo commerciale
Boss Bitch ha iniziato a ricevere popolarità dopo il successo di Say So. Nella Billboard Hot 100 la canzone ha debuttato alla 100ª posizione il 25 aprile 2020, diventando la quarta entrata dell'interprete nella prestigiosa classifica.
Nella classifica britannica il brano ha debuttato alla 99ª posizione il 20 febbraio 2020, diventando la terza entrata della rapper nel Regno Unito. In seguito ha raggiunto la 24ª posizione, diventando la seconda top fourty in territorio britannico dell'interprete. In Australia ha debuttato alla 46ª posizione della classifica dei singoli nella settimana del 6 aprile 2020, divenendo la seconda top fifty di Doja Cat. Si è poi spinta fino in top twenty, raggiungendo la 17ª posizione nella pubblicazione dell'11 maggio successivo.

## Classifiche

### Classifiche settimanali
| Classifica (2020) | Posizione massima |
| ----------------- | ----------------- |
| Argentina         | 83                |
| Australia         | 17                |
| Austria           | 23                |
| Belgio (Fiandre)  | 56                |
| Belgio (Vallonia) | 69                |
| Canada            | 27                |
| Estonia           | 8                 |
| Finlandia         | 6                 |
| Francia           | 44                |
| Germania          | 31                |
| Giappone          | 43                |
| Grecia            | 17                |
| Irlanda           | 8                 |
| Islanda           | 16                |
| Italia            | 23                |
| Lettonia          | 7                 |
| Lituania          | 11                |
| Norvegia          | 27                |
| Nuova Zelanda     | 27                |
| Paesi Bassi       | 88                |
| Portogallo        | 40                |
| Regno Unito       | 24                |
| Repubblica Ceca   | 6                 |
| Singapore         | 26                |
| Slovacchia        | 9                 |
| Stati Uniti       | 100               |
| Svezia            | 57                |
| Svizzera          | 28                |
| Ungheria          | 8                 |

### Classifiche di fine anno
| Classifica (2020) | Posizione |
| ----------------- | --------- |
| Australia         | 71        |
| Islanda           | 91        |
| Portogallo        | 191       |
| Ungheria          | 51        |